# Klinikai pszichológia
A klinikai pszichológia egy tudományos integráció, elmélet és klinikai tudás a megértés, megelőzés és pszichológiai alapú szorongások vagy diszfunkciók enyhítésére, és az alanyi jólét, személyes fejlődés elősegítésére. Az alkalmazás középpontjában a pszichológiai vizsgálat és pszichoterápia áll, habár ezen felül a klinikai pszichológusok területe a kutatás, tanítás, konzultáció, törvényszéki vallomások, valamint a programfejlesztés és adminisztráció. Sok országban a klinikai pszichológia egy szabályozott mentális egészségügyi szakma.
Úgy tartják, hogy ez a szakmai terület 1896-ban kezdődött a Pennsylvaniai Egyetemen Lightner Witmer által megalapított első pszichológiai klinika megnyitásakor. A 20. század első felében a klinikai pszichológia elsősorban a pszichológiai vizsgálatokat helyezte előtérbe, és kevésbé foglalkozott a kezeléssel. Ez az 1940-es években megváltozott, amikor a második világháborúnak köszönhetően számos képzett klinikusra lett szükség. Azóta két fő oktatási modell alakult ki. A Ph.D. tudományos-orvosi modell (kutatásvégzés) és a Psy.D. orvos-tudós modell (klinikai praktizálás). Ma a klinikai pszichológusokat szakértők a pszichoterápiában, és általában négy fő elméleti irányban képzik őket. Pszichodinamikus, humanisztikus, viselkedésterápia/ kognitív viselkedési és családterápiás rendszerek.

## Történelme

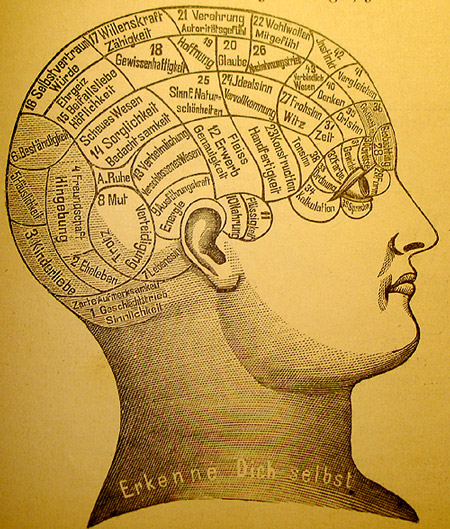
A 18. században sok pszichológiai probléma kezelését áltudományokra alapozták, mint a frenológia.

Habár a modern, tudományos pszichológia kezdete az 1879-ben Wilhelm Wundt által alapított első pszichológiai laboratórium nyitásához köthető, a mentális szorongások vizsgálatára és kezelésére szolgáló módszerek létrehozását már sokkal korábban megkísérelték. A legkorábban feljegyzett megközelítések vallási, mágikus és/vagy orvosi perspektívákból adódtak. Efféle orvos volt többek között Patandzsáli, Padmaszambhava, Rhazes, Avicenna és Rumi.
A 19. század elején szó szerint megvizsgálhatták az ember fejét a frenológia segítségével, amely az emberi koponya formáját tanulmányozta. Más közkedvelt kezelések közé tartozott a fiziognómia-az arc formájának tanulmányozása-és a mesmerizmus, Mesmer kezelése mágnesek segítségével. A spiritizmus és Phineas Quimby „mentális gyógyulása” is nagy népszerűségnek örvendett.
A tudományos közösség elutasította ezeket a módszereket, és az akadémikus pszichológusok sem foglalkoztak a mentális betegségek komolyabb formáival. A pszichiátria és neurológia fejlődő ágai már foglalkoztak ezzel a területtel az elmegyógyintézet mozgalom keretein belül. A 19. század végén, amikor Sigmund Freud Bécsben kifejlesztette „beszélő gyógymódját” (pszichoanalízis), kezdetét vette a pszichológia tudományos klinikai alkalmazása.

### Korai klinikai pszichológia

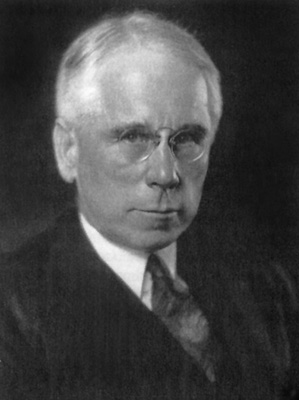
Lightner Witmer, a modern klinikai pszichológia atyja.

Az 1800-as évek második felére a tudományos pszichológiai tanulmányok jól megalapozottá váltak az egyetemi laboratóriumokban. Bár néhányan az alkalmazott pszichológia mellé álltak, az általános terület elvetette ezt a gondolatot, és ragaszkodott a „tiszta” tudományhoz, mint az egyedüli tiszteletreméltó gyakorlathoz. Ez megváltozott, amikor Lightner Witmer (1867-1956), Wundt egyik volt tanítványa és a Pennsylvaniai Egyetem pszichológia tanszékének feje, beleegyezett, hogy kezel egy fiatal fiút, akinek gondjai voltak a helyesírással. A sikeres kezelés hamar oda vezetett, hogy 1896-ban Witmer megnyitotta az első pszichológiai klinikát Pennben a tanulási nehézségekkel küzdő gyermekek segítésének elkötelezve. Tíz évvel később 1907-ben Witmer megalapította ezen új terület első folyóiratát The Psychological Clinic címen, amiben megalkotta a „klinikai pszichológia” fogalmát, amelyet úgy definiált, mint „az egyén tanulmányozása megfigyelés vagy kísérletezés alapján a változás előmozdításának érdekében”. A tudományág csak lassan követte Witmer példáját, de 1914-re 26 hasonló klinika jött létre az Egyesült Államokban.
Habár a klinikai pszichológia növekedett, a komoly mentális problémák kezelése a pszichiáterek és neurológusok szakterülete maradt. Mindazonáltal a klinikai pszichológusok további eredményeket értek el ezen a területen az egyre fejlődő készségeiknek köszönhetően a pszichológiai vizsgálatok terén. A pszichológusok vizsgálatszakértői hírneve megszilárdult az első világháború idején, amikor is két intelligencia tesztet fejlesztettek ki, az Army Alpha-t és az Army Beta-t (a verbális és nonverbális készségeket tesztelik), amelyeket besorozások alkalmával használhattak. Nagymértékben ezeknek a teszteknek köszönhetően a vizsgálat lett klinikai pszichológia központja a következő negyed évszázadra, amikor is egy újabb háború miatt volt szükség a kezelésre.

### Korai szervezetek a szakmában
A tudományág 1917-ben a „klinikai pszichológia” név alá szerveződött és megalakult az American Association of Clinical Psychology. Ez csak 1919-ig tartott, amikor az American Psychological Association (Amerikai Pszichológiai Társaság), amelyet G. Stanley Hall alapított 1892-ben, kifejlesztett egy Klinikai Pszichológia osztályt, amely tanúsítványt nyújtott 1927-ig. Lassan növekedett az új ág a következő néhány évben, amikor 1930-ban számos független pszichológiai szervezet egyesült, mint az American Association of Applied Psychology, ami a pszichológusok elsődleges fórumaként tevékenykedett a második világháború végéig, amikor az APA újraszerveződött. 1945-ben az APA létrehozta a Division 12-t, ami a klinikai pszichológia osztályozása, amely megmarad a vezető szervezet ezen a területen. Pszichológiai társaságok és egyesületek más, angol anyanyelvű országokban bevezettek hasonló felosztásokat, beleértve Britanniát, Kanadát, Ausztráliát és Új-Zélandot.

### Egy változó szakma
Az 1970-es évek óta a klinikai pszichológia folyamatosan nő robusztus szakmává és tudományos területté. Habár a klinikai pszichológusok pontos száma ismeretlen, úgy becsülik, hogy 1974 és 1990 között a számuk az Egyesült Államokban 20 000-ről 63 000-re nőtt. A klinikai pszichológusok továbbra is szakértők a vizsgálatokban és pszichoterápiában, miközben tágítják érdeklődési körüket többek között a gerontológiára, sportra és büntető igazságszolgáltatási rendszerre. Egy fontos terület az egészségpszichológia, a leggyorsabban növekvő foglalkoztatási lehetőség klinikai pszichológusok számára az elmúlt évtizedben. Más főbb változások közé tartozik az irányított ellátás hatása a mentális egészségügyben; a multikulturális és változatos népességgel kapcsolatos tudás fontosságának fokozott felismerése; és növekvő kiváltságok pszichotróp gyógyszerek felírására.

## Vizsgálat
Számos klinikai pszichológus számára fontos terület a pszichológiai vizsgálat, és kimutatták, hogy a pszichológusok 91%-a praktizál ezen a területen. Az efféle értékelésre általában azért van szükség, hogy betekintést nyerjünk pszichológiai vagy viselkedési problémákba, és hipotéziseket alakíthassunk ki. Mint olyan, az efféle vizsgálatok eredményeit általában arra használják, hogy általánosított benyomásokat alkossanak (inkább, mint diagnózist), hogy rendelkezzenek információval a kezelés megtervezéséhez. A módszerek magukba foglalnak formális vizsgálati méréseket, interjúkat, korábbi adatok felülvizsgálatát, klinikai megfigyelést és fizikai vizsgálatot.
Vizsgálati eszközök százai léteznek, bár csak néhányról mondható, hogy hiteles (azt méri, amit szándékozik mérni) és megbízható (következetes). Ezek a mérések általában különféle kategóriák egyikébe esnek, többek között az alábbiakba:
- Intelligencia & teljesítmény tesztek – Ezek a tesztek bizonyos specifikus kognitív funkciókat mérnek (gyakran utalnak rá, mint IQ) egy normál csoporthoz képest. Ezek a tesztek, mint például a WISC-IV, olyan jellemzőket próbálnak mérni, mint az általános műveltség, verbális készség, memória, figyelmi kapacitás, logikus érvelés és vizuális/térbeli észlelés. Számos teszt pontosan kimutatott bizonyos fajta teljesítményeket, főleg skolasztikusokat.[15]
- Személyiségtesztek – A személyiségtesztek a viselkedés, a gondolatok és érzések mintájának leírására törekszenek. Általában két kategóriába esnek: objektív és projektív. Az objektív mérések, mint például az MMPI, korlátozott válaszokon alapul – mint az igen/nem, igaz/hamis vagy egy minősítési skála—amelyek lehetővé teszik a pontszámok számítását, amelyek összehasonlíthatók egy normatív csoporttal. A projektív tesztek, mint például a Rorschach-teszt, lehetővé teszik a nyitott válaszadást, gyakran kétértelmű ingerekre alapozva, várhatóan feltárnak nem-tudatos pszichológiai dinamikákat.
- Neuropszichológiai tesztek – A neuropszichológiai tesztek specifikusan tervezett feladatokból állnak, és pszichológiai funkciók mérésére szolgálnak, amelyek egy meghatározott agyi struktúrához köthetőek. Ezeket a vizsgálatokat tipikusan olyan sérülés vagy betegség okozta károsodás esetében használják, amelyekről tudni lehet, hogy a neurokognitív funkciókra vannak hatással, vagy kutatásokban használhatják, hogy szembeállítson neuropszichológiai képességeket kísérleti csoportok között.
- Klinikai megfigyelés – A klinikai pszichológusok arra is ki vannak képezve, hogy adatot gyűjtsenek a viselkedés megfigyelése alapján. A klinikai interjú fontos része a vizsgálatnak, akkor is, ha más, formalizált eszközöket használunk, amelyek alkalmazhatnak szerkesztett vagy strukturálatlan formátumot. Az ilyen vizsgálat bizonyos területeket figyel meg, mint az általános megjelenés és viselkedés, hangulat és izgatottság, észlelés, felfogás, irányultság, éleselméjűség, memória és a kommunikáció tartalma. A formális interjú egyik pszichiátriai példája a mentális állapotvizsgálat, amelyet a pszichiátriában gyakran használnak vizsgálati eszközként a kezelésre vagy további tesztelésre.[15]

### Diagnosztikai benyomások
Vizsgálat után a klinikai pszichológusok gyakran számolnak be diagnosztikai benyomásokról. Számos ország használja az International Statistical Classification of Diseases and Related Health Problems (ICD-10), azaz a Betegségek nemzetközi osztályozása (BNO-10) kódrendszert, az Egyesült Államok viszont leggyakrabban a Diagnostic and Statistical Manual of Mental Disorders (the DSM version IV-TR), azaz a Mentális rendellenességek kórmeghatározó és statisztikai kézikönyvét használja. Mindkettő orvosi fogalmakat és kifejezéseket tartalmaz, és állítja, hogy vannak kategorikus rendellenességek, amelyek a leíró kritériumok felsorolásával diagnosztizálhatóak.
Számos új modellről tárgyalnak, beleértve a „dimenziós modellt”, amely az emberi különbségek empirikusan érvényesített modelljére van alapozva (mint például a személyiség öttényezős modellje), és a „pszichoszociális modellt”, amely nagyobb mértékben vesz számításba változó, interszubjektív kijelentéseket. Ezen modellek indítványozói állítják, hogy nagyobb diagnosztikai rugalmasságot és klinikai használhatóságot kínálnának a betegség orvosi fogalmától függetlenül. Mindazonáltal azt is elismerik, hogy ezek a modellek még nem elég robusztusak ahhoz, hogy elérjék a széles körben elterjedt használatot, és még fejlesztésre szorulnak.
Néhány klinikai pszichológus diagnosztizálás helyett inkább formulációt használ – ez egy személyre szabott térkép a nehézségekről, amelyekkel a páciens vagy kliens küzd, magába foglalja, hajlamosítja, kiváltja és állandósítja (fenntartja) a tényezőket.